# صرمون
صرمون(الاسم العلمي: Strymon) (الاسم العلمي: Strymon)، جنس حشرات فراشية من فصيلة النحاسية. أنواعه عديدة منتشرة في معظم أقطار العالم. ذكورها وإناثها مختلفة الأثواب.